# 関門連絡船
関門連絡船（かんもんれんらくせん）とは、山陽鉄道および日本国有鉄道（国鉄）が1901年（明治34年）から1964年（昭和39年）までの間、山口県下関市の下関駅と福岡県北九州市門司区（1963年までは門司市）の門司港駅との間を運航していた鉄道連絡船である。
航路の名称は関門航路であった。

## 概要
関門海峡を挟んで本州と九州を結ぶ鉄道連絡船であった。
貨物では荷物の積み替えが煩わしいことから、貨車自体を線路を引いた船に載せる「鉄道車両渡船」が古くから使われ、このために門司港駅の南西（現在の小森江駅付近）に貨物専用の桟橋が設置されていた時期もあった。
関門鉄道トンネルの開通に伴い幹線輸送や鉄道連絡の意味合いは薄れたが、関門鉄道トンネルが通らない門司港駅付近（旧門司市の中心部に近い）と下関付近とを行き来する地元住民の便を図る目的で旅客輸送のみ継続された。しかし、民間航路の関門汽船・関門海峡汽船や関門国道トンネル（1958年3月9日開通）を通るバスへの旅客移行が進んだことから廃止になった。

## 航路データ
- 下関 - 門司港間（旅客） 営業キロ（1940年10月）15.0km・（1961年10月）0.8km
  - 1940年10月当時 53往復 所要15分
  - 1961年10月当時 20往復 所要18分
- 下関 - 小森江間（貨物）

## 歴史

### 航路開設まで
関門航路は1901年（明治34年）5月27日に山陽鉄道が開設した航路である。
山陽鉄道では利用者増のため自社沿線の瀬戸内海上に鉄道連絡船を運航する営業政策をとっていた。その一環として同社の子会社である山陽汽船商社が1898年（明治31年）9月1日、徳山港と馬関港（現・下関港）・門司港を結ぶ鉄道連絡船「門徳連絡船」を運航開始し、当時開通していた神戸駅 - 徳山駅間を運行する急行列車と接続させた。また門司側ではこの当時すでに九州鉄道が門司駅（現、門司港駅）まで鉄道路線を開通させていたため、この連絡船を介して本州 - 九州間の連絡運輸が開始された。
その後、山陽鉄道が路線延長を進め、1901年（明治34年）5月27日には馬関駅（現・下関駅）まで開業したため、同日より徳山 - 門司港間の鉄道連絡船を廃止し、代わって下関駅と門司駅を結ぶ関門航路が開設された。

### 航路開設から関門鉄道トンネル開通まで
関門航路は下関丸 (初代)・大瀬戸丸の2隻で運航が開始された。山陽本線と鹿児島本線を連絡しており、本州と九州を結ぶ最重要ルートとされ、運航回数・輸送人員とも増加を続け、船舶も増備された。
1906年（明治39年）12月1日、鉄道国有法の施行により山陽鉄道が国有化されたため、当航路も国有化された。
輸送人員は開設10年後の1912年（明治45年）度には年間84万人（1日あたり約2,300人）であったが、大正時代末期には1日あたり1万人を越えた。その後も昭和初期の不況期を除いて増加を続け、関門鉄道トンネルが開通する前年度の1941年（昭和16年）度には年間880万人（1日あたり約24,000人）を記録している。
船舶については、1914年（大正3年）に門司丸が、1920年（大正9年）に長水丸・豊山丸が就航し輸送力を向上させている。関門鉄道トンネル開通直前での運航回数は53往復となっていた。

### 貨物輸送

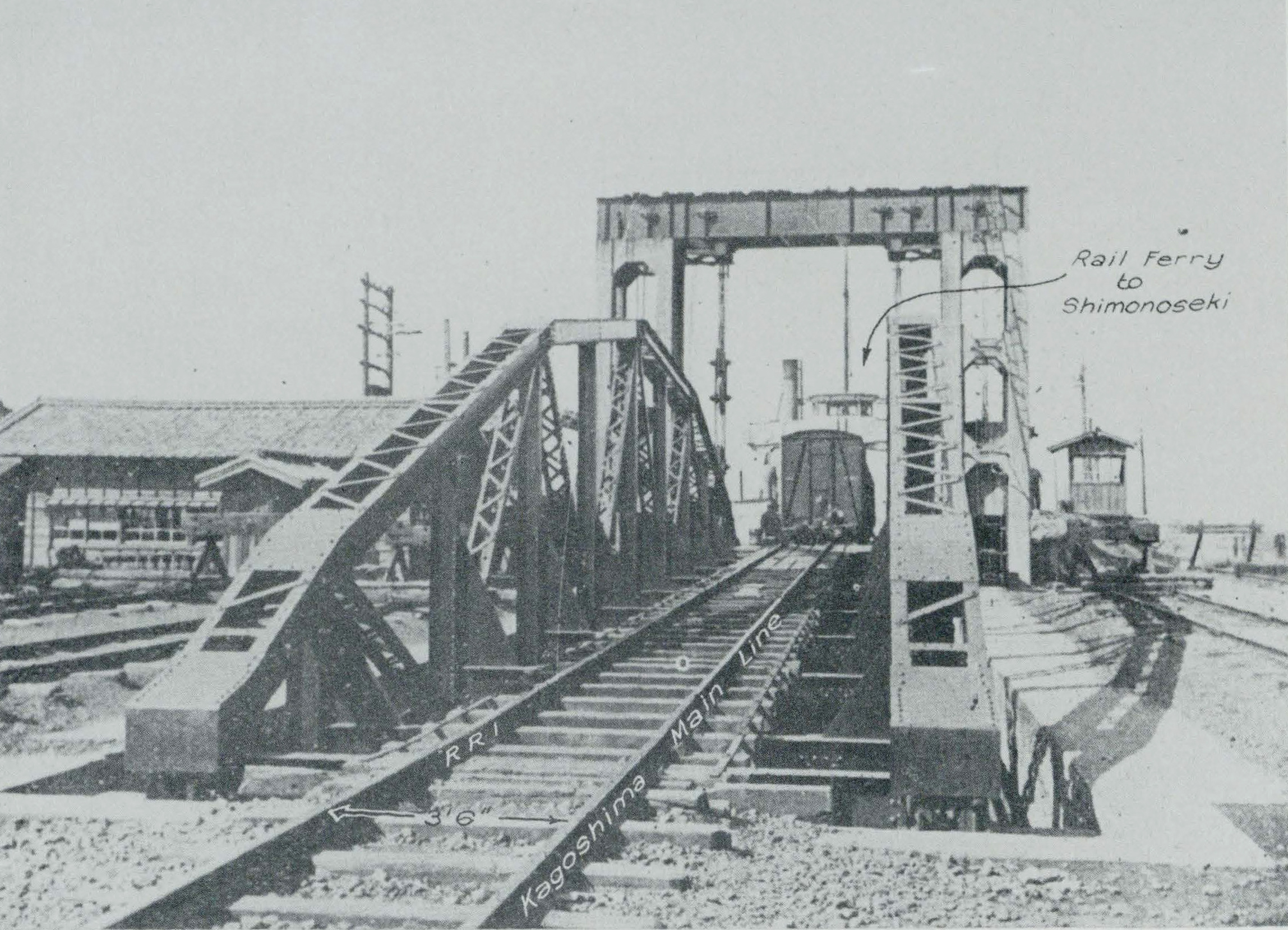
関森航路の小森江側。1931年米軍撮影（1945年の資料に掲載）。

関門航路では旅客輸送とともに貨物輸送も行った。貨物輸送は艀（はしけ）を用い、山陽鉄道が保有するタグボートにより曳航した。貨物の積卸は下関市の宮本組の請負であった。
1911年（明治44年）、宮本組の経営者であった宮本高次は伝馬形和船に甲板と線路を取り付け、7t積み貨車3両を直接積むことができる艀を試作した。この艀は同年10月1日から正式採用され、従来の貨車と艀の貨物積み替え作業をなくし、輸送の効率化が図られた。これは日本初の鉄道車両航送である。貨車積み込み設備は下関市の竹崎と門司市の小森江に設けられ、従来の下関 - 門司港間の航路は旅客・郵便・手小荷物のみの扱いとなり、貨物輸送の運航区間は下関 - 小森江間に変更され関森航路と呼ばれるようになった。
しかし、艀による輸送では接岸に時間がかかり、輸送需要の増大に対応できなくなってきたため、1919年（大正8年）、下関・小森江桟橋に可動橋を新設し、自力航行の可能な貨車渡船の第一・第二関門丸が就航した。この時点では艀による輸送も併用されていたが、1922年（大正11年）には下関・小森江桟橋に可動橋を増設して第三・第四関門丸が就航し、艀による輸送は全面的に廃止されている。
1926年（大正15年）には第五関門丸が就航したため、第一・第二関門丸は予備となったが、その後は貨物輸送の需要が増大したため増発が繰り返され、1938年（昭和13年）からは5隻とも常時使用されるようになった。
1942年（昭和17年）7月1日に関門トンネルで貨物列車の運行が開始されたため、連絡船による貨物輸送は中止され、関森航路は廃止された。5隻の貨車渡船はすべて宇高航路に転出した。

### 関門鉄道トンネル開通後から廃止まで
1942年（昭和17年）11月15日に実施されたダイヤ改正により、関門トンネルで旅客列車の運行も開始された。これにより関門連絡船は鉄道連絡船としての役割を喪失したが、下関市と旧門司市のそれぞれの中心部を行き来する下関 - 門司港間の需要が多かったため廃止はせず、郵便輸送を廃止し、運航回数をそれまでの53往復から30往復に減便して存続した。
戦後間もない1947年（昭和22年）度の輸送人員は年間403万人（1日平均約11,000人）であったが、以後数年間は年間250万人前後で推移した。
下関 - 門司間の普通列車が増発された1953年（昭和28年）から輸送人員が毎年前年度比3%程度の減少傾向となっていたが、1958年（昭和33年）に関門国道トンネルが開通し、同時期に民間の関門汽船・関門海峡汽船の利便性が向上されたこともあり、輸送人員が急減を始めた。1955年（昭和30年）度の輸送人員は年間205万人であったのに対して、1959年（昭和34年）度の輸送人員は年間110万人に減少している。
1961年（昭和36年）に関門トンネルを挟む山陽本線・鹿児島本線が電化され、小郡駅 - 久留米駅間で電車の運行が開始されたことに伴い、同年6月15日からはそれまでの28往復から20往復に減便し、1隻のみの使用となった。また従来の船舶に代わり、大島航路から玉川丸（定員372名）を転属させて使用し、輸送減に対応した。
1964年（昭和39年）10月25日に廃止が告示され、10月31日限りで廃止された。

### 年表
- 1901年（明治34年）5月27日 山陽鉄道が山陽本線全通により下関 - 門司間の航路を運航開始。
- 1906年（明治39年）12月1日 国有化。
- 1911年（明治44年）10月1日 鉄道車両航送を開始。貨物便については九州側の発着地を小森江に変更。
- 1919年（大正08年）8月1日 前後左右対称の自力で航行する鉄道車両渡船（第一関門丸、第二関門丸）が就航。
- 1942年（昭和17年）7月1日 関門トンネルが開通したことにより貨物輸送を廃止。
- 1942年（昭和17年）11月15日 関門トンネルで旅客輸送が開始されたことにより郵便輸送を廃止し減便。
- 1964年（昭和39年）11月1日 航路廃止。

## 就航船（就航順）
詳細な経歴は各船の記事を参照。

### 旅客船
- 下関丸（初代）：1901年運航開始時に就航、1920年宮島航路に転出
- 大瀬戸丸：1901年運航開始時に就航、1920年宮島航路に転出
- 門司丸：1914年就航、1955年終航
- 豊山丸：1920年就航、1961年終航
- 長水丸：1920年就航、1964年航路廃止により終航
- 下関丸（２代目）：1925年就航、1961年終航
- 玉川丸：1961年大島航路より転入、1964年航路廃止により宮島航路に転出

### 貨車航送船
- 第一関門丸：1919年関森航路運航開始時に就航、1942年宇高航路に転出
- 第二関門丸：1919年関森航路運航開始時に就航、1943年宇高航路に転出
- 第三関門丸：1922年就航、1942年宇高航路に転出
- 第四関門丸：1922年就航、1942年宇高航路に転出
- 第五関門丸：1922年就航、1942年宇高航路に転出